# 莱塔河畔布鲁克县

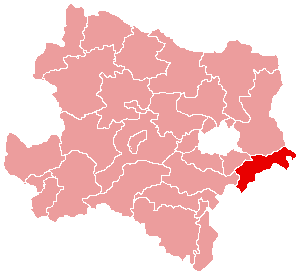
莱塔河畔布鲁克县在下奥地利州的位置

莱塔河畔布鲁克县（德語：Bezirk Bruck an der Leitha）是奥地利下奥地利州所辖的一个县。总面积495.0平方公里，总人口40006，人口密度81人/平方公里（2001年）。行政中心位于莱塔河畔布鲁克。

## 行政区域
莱塔河畔布鲁克县辖有20个市镇。